# مرغابی نوک‌زرد
مرغابی نوک‌زرد (نام علمی: Anas undulata) نام یک گونه از سرده مرغابی‌ها است.